# Loriot ensanglanté
Oriolus cruentus
Espèce
Statut de conservation UICN

 LC  : Préoccupation mineure
Le Loriot ensanglanté (Oriolus cruentus) est une espèce de passereau de la famille des Oriolidae.

## Répartition
On le trouve en Indonésie et en Malaisie.

## Habitat
Il habite les forêts tropicales et subtropicales humides.

## Sous-espèces
- Oriolus cruentus malayanus Robinson & Kloss, 1923 : péninsule Malaise ;
- Oriolus cruentus consanguineus (Wardlaw Ramsay, 1881) : Sumatra ;
- Oriolus cruentus cruentus (Wagler, 1827) : Java ;
- Oriolus cruentus vulneratus Sharpe, 1887 : Bornéo.